# Phisis sinuata
Phisis sinuata är en insektsart som beskrevs av Jin, Xingbao 1992. Phisis sinuata ingår i släktet Phisis och familjen vårtbitare. Inga underarter finns listade i Catalogue of Life.